# 針尾 (給油艦)
針尾（はりお）は日本海軍の給油艦。艦名は長崎県の佐世保湾と大村湾を結ぶ針尾瀬戸による。

## 概要
1943年（昭和18年）に戦没した「風早」の代わりとして仮称艦名第4901号艦、1TL型タンカー改造の大型給油艦として建造された。横曳き、縦曳き双方の給油設備を装備し、大発搭載用のヘビー・デリックも備えていた。しかし、戦況の悪化によりこれらの装備を生かすことは出来ず、1945年（昭和20年）1月に本土と昭南（シンガポール）間の輸送任務に就くが、帰路に触雷し沈没。3か月で喪失した。
なお、「針尾」の名は昭和12年に竣工した800トン救難船兼曳船の候補船名のうちの一つで、その後改⑤計画で建造が予定されていた5,300トン型給糧艦の仮称艦名第5409号艦の予定艦名としても採用されていたが、1944年（昭和19年）5月5日に建造中止となった。

## 艦型
播磨造船所建造の1TL型戦時標準船である「南邦丸」型とほぼ同じであり、それに艦隊随伴用の設備が追加された。
ただ、計画当時は戦況も悪化し、資材も不足していたために給油設備、補給物件の搭載施設の追加は最低限とされた。
船体は1TL型戦時標準船と変わらず、軽質油タンクは装備されなかった。
艦隊給油設備としては後部デリックを設け横曳給油のみに対応、縦曳給油用の設備は艦側の強い要望で完成直後に追加された。
補給物件として大発もしくは魚雷艇を数隻搭載できるように艦橋後方の上甲板に架台が設けられ、後部デリックは30トンのヘビーデリックとなった。
対空兵装は12cm単装高角砲を艦の前後に1基ずつの計2門、25mm機銃は連装を艦橋の左右に1基ずつ計2基、3連装を船尾楼甲板構造物上の煙突の前後左右に各1基の計4基を装備した。
竣工直後に3連装機銃、単装機銃が若干増備されたという。
電探、水測兵器は一通り装備、13号電探と22号電探、音響探信儀を装備したともされる。

## 艦歴
1944年（昭和19年）9月1日、「針尾」と命名される。竣工後、呉鎮守府籍となり連合艦隊附属となる。1945年（昭和20年）1月20日、南方からの重要物資を還送する南号作戦が発令され、発令時点で南方にいた輸送船やタンカーのほか、日本本土にいた輸送船やタンカーも南方に送り込まれる事となった。1月24日、南号作戦参加のために南方へ向かう第一陣船団であるヒ89船団に、中型タンカー「日南丸」（飯野海運、5,175トン）、2TL型タンカー「第二建川丸」（川崎汽船、10,045トン）とともに加入。第8号海防艦、第32号海防艦、第52号海防艦の護衛にて門司を出港する。朝鮮半島、中国大陸沿岸の島々を縫うように南下し、楡林、キノン湾、サンジャックを経て昭南へ向かう。しかし、2月7日夜に機関故障を起こして後落し、第8号海防艦の護衛を受けて2月9日に昭南に到着した。
航空ガソリン、錫などの搭載の後、1TL型タンカー「東亜丸」（飯野海運、10,023トン）とともに南号作戦のヒ94船団に加入し、2月22日に船団会議が開かれる。2月23日7時55分、ヒ94船団は第63号海防艦、第207号海防艦の護衛にて昭南を出港する。2月26日、タイランド湾オビ島沖に漂泊して再び船団会議が開かれた。インドシナ半島沿岸部にぎりぎりまで接近して航行を続け、2月28日未明にはナトラン湾に短時間停泊の後北上を再開するが、潜水艦を探知したため対潜戦闘を展開して危地を逃れる。3月1日、「東亜丸」が後落したため第63号海防艦とともに先行し、3月1日に楡林に入港。翌3月2日には「東亜丸」と途中から合流した第18号海防艦も楡林に到着して船団会議が開かれ、今後の航行ルートなどが決定された。また、第18号海防艦に代わって敷設艇「新井埼」が護衛に就く事に関して、「新井埼」の耐波性と船団速力の観点から異議を唱えたものの、最終的には「新井埼」の加勢が決まった。
3月3日9時、ヒ94船団は楡林を出港する。しかし、9時56分に琊瑯湾口にて二度触雷して沈没に瀕する。当該機雷は、味方が敷設して海南警備府から進入禁止が通告されていた機雷堰であった。機械室と缶室に浸水してたちまち右舷に大きく傾斜し、早くも艦首をわずかに海面上に露出させる状態となった。1名の行方不明者を除く全乗員は第63号海防艦に救助され、同時に御真影も移された。ヒ94船団から除外されて推移が見守られていたが、15時に至り北緯18度10分 東経109度40分 / 北緯18.167度 東経109.667度の地点で沈没した。 5月10日除籍。

## 歴代艦長

### 艤装員長
1. 宮田栄造 大佐：1944年10月20日[32] - 1944年12月1日[33]

### 特務艦長
1. 宮田栄造 大佐：1944年12月1日[33] - 1945年5月10日[34]

## 同型艦
同型艦としては、昭和18～19年のマル戦計画にて稲取（いなとり、仮称艦名第4902号艦）、韓崎（からさき、仮称艦名第4903号艦）、龍舞（たつまい/たつまひ、仮称艦名第4904号艦）の3隻の建造が計画され、それぞれ1944年6月9日に命名され、横須賀海軍工廠の第六船渠で「信濃」が出渠後に3隻を同時に建造する予定だったが、戦況の悪化により建造中止とされた。歴代最後の艦政本部長渋谷隆太郎が戦後にまとめた『渋谷調査』によれば、この3隻は3TL型戦時標準船の改造とされたが設計のみで終わったという。「稲取」と「韓崎」は風早型給油艦の、「龍舞」は「速吸」の思想を一歩推し進めた「搭載機を有する給油艦」である鷹野型給油艦の一隻にも命名される予定だった。